# Richard Roth (producteur)
Pour les articles homonymes, voir Richard Roth et Roth.
Richard A. Roth, aussi connu sous le nom de Richard Roth(né le 14 août 1939 ) est un producteur de cinéma.

## Filmographie
- 1969 : The Young Lawyers (en) (producteur associé pour un épisode)
- 1971 : Un été 42 (Summer of '42) de Robert Mulligan
- 1973 : Nos plus belles années (The Way We Were) de Sydney Pollack (producteur associé)
- 1974 : Our Time (en) de Peter Hyams
- 1975 : Le Frère le plus futé de Sherlock Holmes (The Adventures of Sherlock Holmes' Smarter Brother) de Gene Wilder
- 1981 : Outland ...loin de la terre de Peter Hyams
- 1986 : Le Sixième Sens (Manhunter) de Michael Mann
- 1986 : Blue Velvet de David Lynch (producteur exécutif)
- 1989 : Un héros comme tant d'autres (In Country) de Norman Jewison
- 1990 : Havana de Sydney Pollack